# San Martín de Ferreiros
Ferreiros (llamada oficialmente San Martiño de Ferreiros) es una parroquia española del municipio de Pol, en la provincia de Lugo, Galicia.

## Otras denominaciones
La parroquia también es conocida por los nombres de Samartiño y San Martín de Ferreiros.

## Organización territorial
La parroquia está formada por ocho entidades de población:
- Chafarica
- Lamelas
- Porras (Os Porrás)
- Poula (A Poula)
- Samartiño (San Martiño)
- Saviñao
- Vilar
- Vilaxilde

## Demografía
| Gráfica de evolución demográfica de Ferreiros entre 2000 y 2020 |
|                                                                 |
| Datos según el nomenclátor publicado por el INE.                |